# سفارة أوكرانيا في الجبل الأسود
سفارة أوكرانيا في الجبل الأسود هي أرفع تمثيل دبلوماسي لدولة أوكرانيا لدى الجبل الأسود تقع السفارة في الجبل الأسود وهي تهدف لتعزيز المصالح الأوكرانية في الجبل الأسود.

## وصلات خارجية
- الموقع الرسمي
- قائمة سفارات أوكرانيا
- قائمة السفارات في الجبل الأسود